# Баранкуль
Баранкуль (каз. темный) — село в Жаркаинском районе Акмолинской области Казахстана. Входит в состав Нахимовского сельского округа. Код КАТО — 115437102.  

## География
Село расположено на берегу реки Ишим в 38 км на восток от центра района города Державинск.

### Улицы
- ул. Абая,
- ул. Ак бидай,
- ул. Атамекен,
- ул. Береке,
- ул. Бирлик,
- ул. Наурыз,
- ул. Тауелсиздик,
- ул. Ынтымак.

### Ближайшие населённые пункты
- село Далабай в 6 км на северо-западе,
- село Кумсуат в 13 км на востоке,
- село Нахимовка в 14 км на западе.

## История
Ранее именовался Алып, от захоронения огромной кости южнее населенного пункта (захоронение отмечено на картах 19-века). С 6 апреля 1944 года центральная усадьба совхоза "Баранкульский". Совхоз образован при разукрупнении совхоза "Терсаканский".Об изменении названия села на округе бытует следующая легенда. В начале 20-века в Ишимскую волость выезжали несколько экспедиции с целью поиска питьевой воды для переселенческих поселков. У озера Каракол они якобы спросили у женщин, собирающих кизяк, как называется водоем. Снохи рода Сайыс ответили: "Баранкуль". По обычаю они не могли напрямую произносить имя старшего рода или ближайшей ветви. А старшего звали Карабатыр. Поэтому "Караколь" в их интерпретации стал "Баранкуль". "Караколь" с казахского языка на русский переводится как "черное озеро", а "Баранкуль" - "темное озеро". Село стало называться Баранкулем. Так назвали и образованный в 1955 году целинный район. Осенью 1956 года райцентр перевели в пос. Державинское, к железной дороге Есиль-Аркалык. А с начала 1963 года и район переименовали в Державинский.

## Население
В 1989 году население села составляло 1253 человек (из них казахов 38%).
В 1999 году население села составляло 631 человек (313 мужчин и 318 женщин). По данным переписи 2009 года, в селе проживал 231 человек (120 мужчин и 111 женщин).
| Численность населения | Численность населения | Численность населения |
| 1989                  | 1999                  | 2009                  |
| --------------------- | --------------------- | --------------------- |
| 1253                  | ↘631                  | ↘231                  |